# Feeding the Monkies at Ma Maison
Feeding the Monkies At Ma Maison je studiové album Franka Zappy, posmrtně vydané v roce 2011 u Zappa Records.

## Seznam skladeb
| Pořadí | Název                            | Délka |
| ------ | -------------------------------- | ----- |
| 1.     | Feeding the Monkies At Ma Maison | 20:12 |
| 2.     | Buffalo Voice                    | 11:34 |
| 3.     | Secular Humaism                  | 6:37  |
| 4.     | Worms from Hell                  | 5:31  |
| 5.     | Samba Funk                       | 11:29 |

## Sestava
- Frank Zappa – synclavier
- Moon Zappa – zpěv[3]